# Harvey Elliott
Harvey Daniel James Elliott (Chertsey, Inglaterra, 4 de abril de 2003) es un futbolista británico que juega como centrocampista en el Liverpool F. C. de la Premier League.

## Primeros años
Harvey Daniel James Elliott nació el 4 de abril de 2003  en Chertsey, Surrey. Desde muy joven mostró interés por el fútbol y creció siendo seguidor del Liverpool. Su padre, Scott, lo instruía para que desarrollara una actitud profesional hacia el entrenamiento. Elliott se unió a la academia juvenil del Queens Park Rangers a temprana edad, tras haber sido rechazado por el Chelsea F. C. por ser "demasiado pequeño".

## Estadísticas

### Clubes
Actualizado al último partido disputado el 25 de mayo de 2025.
| Club                              | Div.          | Temporada     | Liga  | Liga  | Liga   | Copas nacionales | Copas nacionales | Copas nacionales | Copas internacionales | Copas internacionales | Copas internacionales | Total | Total | Total  |
| Club                              | Div.          | Temporada     | Part. | Goles | Asist. | Part.            | Goles            | Asist.           | Part.                 | Goles                 | Asist.                | Part. | Goles | Asist. |
| --------------------------------- | ------------- | ------------- | ----- | ----- | ------ | ---------------- | ---------------- | ---------------- | --------------------- | --------------------- | --------------------- | ----- | ----- | ------ |
| Fulham F. C. Inglaterra           | 1.ª           | 2018-19       | 2     | 0     | 0      | 1                | 0                | 0                | —                     | —                     | —                     | 3     | 0     | 0      |
| Fulham F. C. Inglaterra           | Total club    | Total club    | 2     | 0     | 0      | 1                | 0                | 0                | 0                     | 0                     | 0                     | 3     | 0     | 0      |
| Liverpool F. C. Inglaterra        | 1.ª           | 2019-20       | 2     | 0     | 0      | 6                | 0                | 0                | 0                     | 0                     | 0                     | 8     | 0     | 0      |
| Liverpool F. C. Inglaterra        | 1.ª           | 2020-21       | 0     | 0     | 0      | 1                | 0                | 1                | 0                     | 0                     | 0                     | 1     | 0     | 1      |
| Blackburn Rovers F. C. Inglaterra | 2.ª           | 2020-21       | 41    | 7     | 11     | 1                | 0                | 0                | —                     | —                     | —                     | 42    | 7     | 11     |
| Blackburn Rovers F. C. Inglaterra | Total club    | Total club    | 41    | 7     | 11     | 1                | 0                | 0                | 0                     | 0                     | 0                     | 42    | 7     | 11     |
| Liverpool F. C. Inglaterra        | 1.ª           | 2021-22       | 6     | 0     | 0      | 4                | 1                | 0                | 1                     | 0                     | 0                     | 11    | 1     | 0      |
| Liverpool F. C. Inglaterra        | 1.ª           | 2022-23       | 32    | 1     | 2      | 6                | 2                | 0                | 8                     | 2                     | 0                     | 46    | 5     | 2      |
| Liverpool F. C. Inglaterra        | 1.ª           | 2023-24       | 34    | 3     | 6      | 9                | 1                | 1                | 10                    | 0                     | 4                     | 53    | 4     | 11     |
| Liverpool F. C. Inglaterra        | 1.ª           | 2024-25       | 18    | 1     | 2      | 5                | 1                | 1                | 5                     | 3                     | 0                     | 28    | 5     | 3      |
| Liverpool F. C. Inglaterra        | 1.ª           | 2025-26       | 0     | 0     | 0      | 0                | 0                | 0                | 0                     | 0                     | 0                     | 0     | 0     | 0      |
| Liverpool F. C. Inglaterra        | Total club    | Total club    | 92    | 5     | 10     | 31               | 5                | 3                | 24                    | 5                     | 4                     | 147   | 15    | 17     |
| Total carrera                     | Total carrera | Total carrera | 135   | 12    | 21     | 33               | 5                | 3                | 24                    | 5                     | 4                     | 192   | 22    | 28     |

## Palmarés

### Campeonatos nacionales
| Título           | Club            | País       | Año  |
| ---------------- | --------------- | ---------- | ---- |
| Premier League   | Liverpool F. C. | Inglaterra | 2020 |
| Copa de la Liga  | Liverpool F. C. | Inglaterra | 2022 |
| FA Cup           | Liverpool F. C. | Inglaterra | 2022 |
| Community Shield | Liverpool F. C. | Inglaterra | 2022 |
| Copa de la Liga  | Liverpool F. C. | Inglaterra | 2024 |
| Premier League   | Liverpool F. C. | Inglaterra | 2025 |

### Títulos internacionales
| Título                 | Equipo          | Sede              | Año  |
| ---------------------- | --------------- | ----------------- | ---- |
| Supercopa de Europa    | Liverpool F. C. | Estambul          | 2019 |
| Copa Mundial de Clubes | Liverpool F. C. | Catar             | 2019 |
| Eurocopa Sub-21        | Inglaterra      | Georgia y Rumania | 2023 |
| Eurocopa Sub-21        | Inglaterra      | Eslovaquia        | 2025 |